# Monoklonális antitest

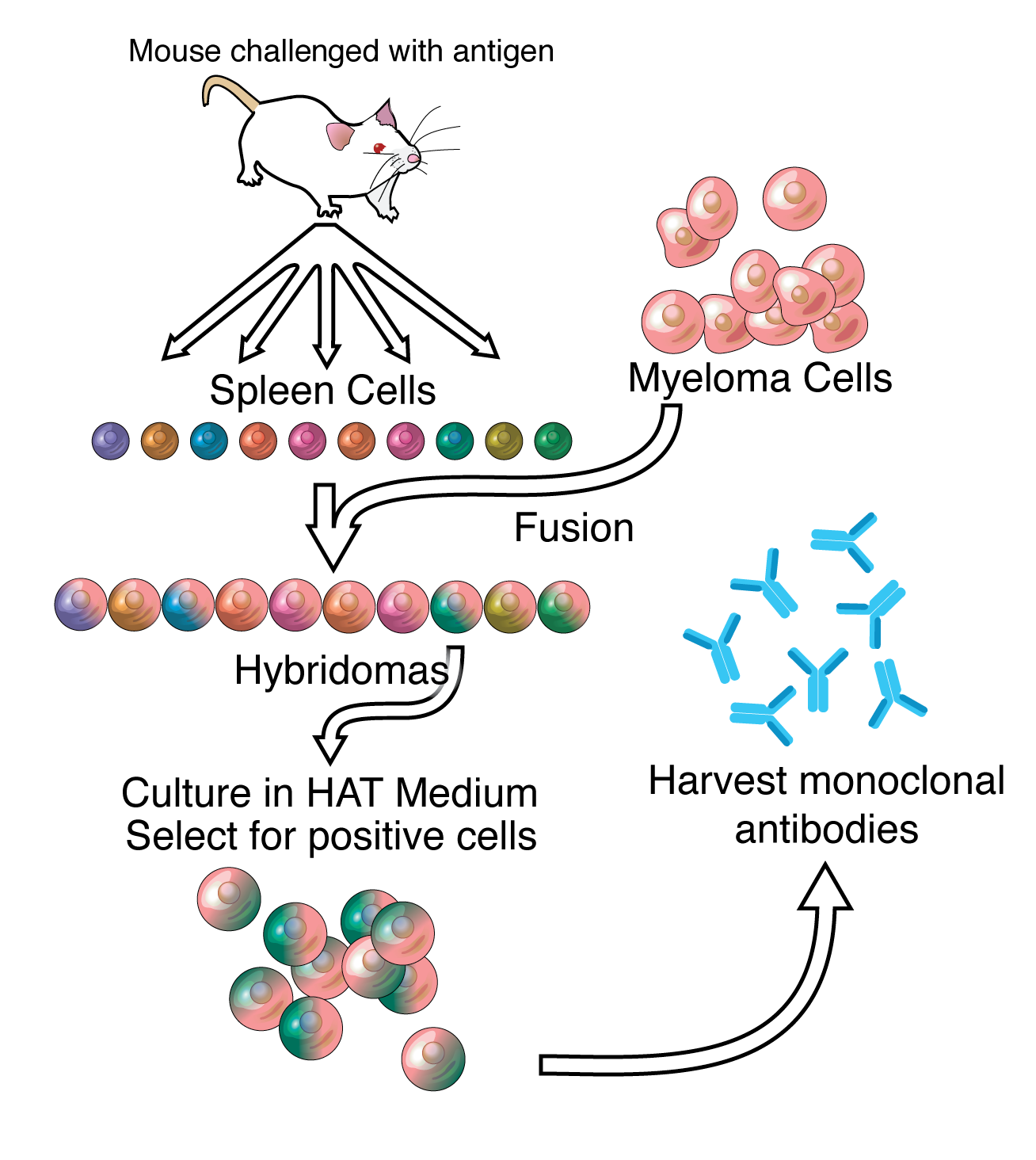
A monoklonális antitestek előállításának elve.

A monoklonális antitestek olyan antitestek (ellenanyagok) amelyeket egyetlen fehérvérsejtből kiinduló, klónozott sejtvonal termel, így szerkezetileg egységesek és egy bizonyos antigén egy bizonyos epitopjához kötődnek (szemben a poliklonális antitestekkel, amelyeket több sejt állít elő és a célmolekula több pontjához kötődnek változó hatékonysággal). Molekuláris biológiai módszerekkel, két ellenanyag-molekula összekötésével olyan monoklonális antitestek is előállíthatók, amelyek két epitóphoz is kötődnek.
Monoklonális antitestek szinte minden nagyobb molekula ellen előállíthatóak és specifikus kötődésük miatt a kutatásban, az orvostudományban, az iparban egyaránt széleskörűen használják őket a célmolekula detektálására vagy tisztítására. A gyógyításban súlyos betegségek diagnosztizálására és terápiájára is felhasználhatóak. Újabban a Covid19 tüneteinek egyhítésére alkalmazzák.

## Kutatástörténet
A Nobel-díjas Paul Ehrlich már az 1900-as években felvetette az immunológiai "varázslövedék" (Zauberkugel) lehetőségét: egy olyan vegyületet, amely specifikusan kötődik a kórokozóhoz és a hozzákötött toxinnal el is pusztítja azt. Ennek megvalósításához azonban akkor még hiányzott a megfelelő technológiai háttér.
Az 1970-es évekre felfedezték, hogy az antitesteket termelő B-limfociták tumora (mielóma multiplex) során létrejönnek olyan, kontrollálatlanul növekvő sejtvonalak, amelyek egy bizonyos antitest-molekulát állítanak elő. Ezeket az abnormális antitesteket (többnyire a teljes fehérje csak egy részét, pl. a könnyű láncot tartalmazták) előszeretettel használták az ellenanyagok szerkezetének kutatásában, de ekkor még nem volt lehetséges egy konkrét antigén ellen termeltetni azonos antitesteket.:324 1973-ban az amerikai Jerrold Schwaber először állított elő ún. hibridómákat: emberi limfocitákat egyesítettek egér mielómás tumorsejtekkel. Két évvel később a német Georges Köhler és az argentin César Milstein olyan hibridómákat állított elő, amelyek egy adott antigén ellen termeltek ellenanyagot és immortalizáltak voltak (a végtelenségig képesek voltak osztódni). Ők ketten (Niels Kaj Jernével megosztva) a munkájukért 1984-ben elnyerték az orvostudományi Nobel-díjat.
1988-ban Gregory Winternek és csapatának sikerült "humanizálnia" (az emberéhez hasonlóvá tennie) a monklonális antitesteket, megszüntetve így az immunrekaciót, amely egyes betegekben jelentkezett az antitestek beadása után. Az 1990-es években megkezdődtek a kísérletek a monoklonális antitestek terápiás alkalmazására. 2018-ban James P. Allison és Hondzso Taszuku orvosi Nobel-díjban részesült új tumerterápiás módszerükért, melyben monklonális antitestekkel akadályozták meg az immunválasz gátlását.

## Előállítása

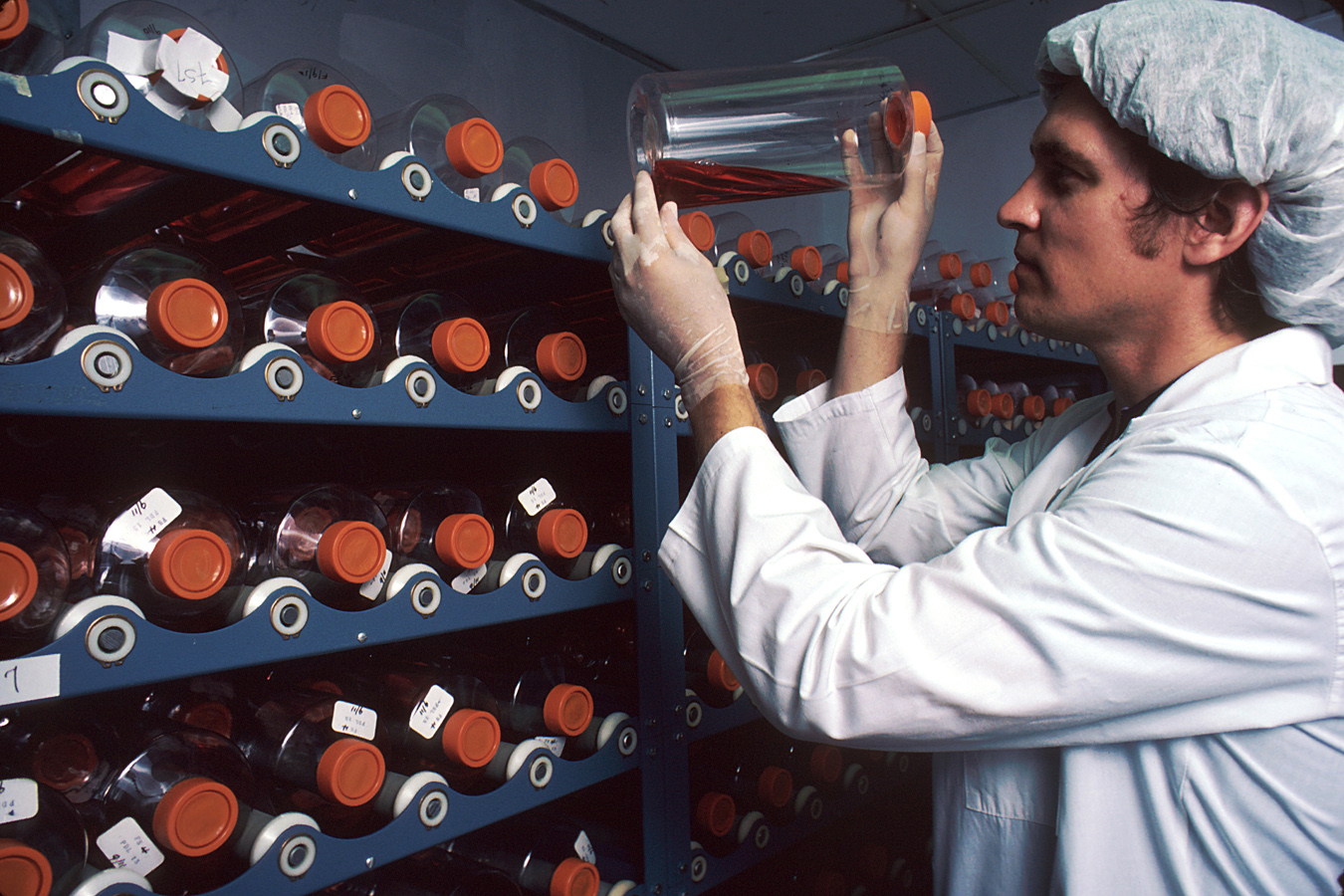
A monoklonális antitestek hasonló sejtkultúrákban termelődnek

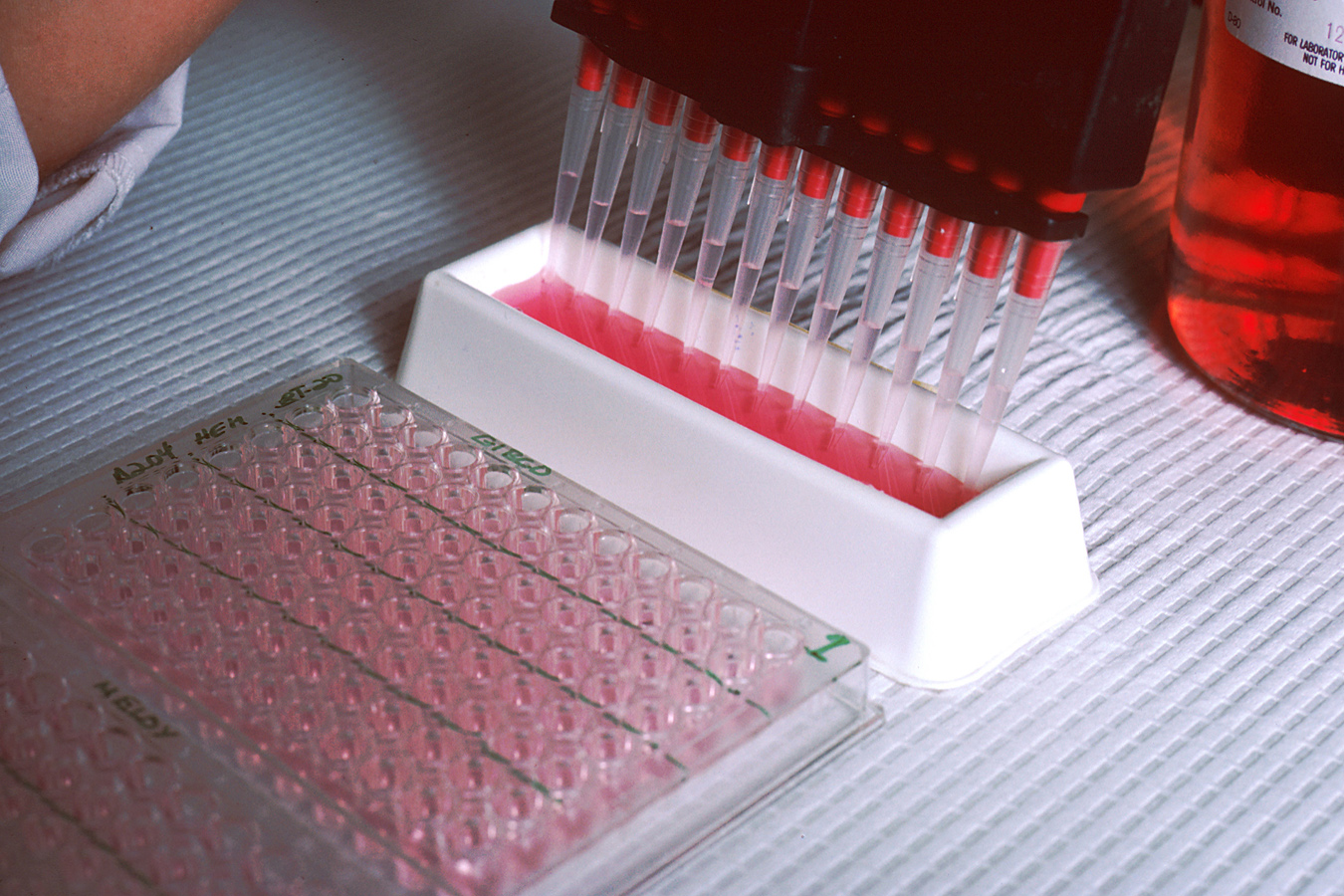
Az immunológiai tesztekben sokszor monoklonális antitesteket használnak

### A hibridómák előállítása
A monoklonális antitestek termelésében a legnagyobb feladat a megfelelő hibridómák előállítása, ezen belül azoknak a hibrid sejteknek az azonosítása, amelyek a szükséges ellenanyagot termelik. Erre a célra általában nyúlsejteket használnak. A lép sejtjeit összekeverik a mielómasejtekkel, majd polietilén-glikol segítségével fuzionáltatják az egymás melletti sejtek plazmamembránját. A fúzió hatásfoka eléggé alacsony, ezért olyan szelektív tenyésztőközeget használnak, amelyben csak a hibrid sejtek képesek osztódni hosszabb távon. A folyamatban alkalmazott mielómasejtekben elrontották a hipoxantin-guanin foszforiboziltranszferáz (HGPRT) enzimet, amely a nukleinsavak újrahasznosításához szükséges. Az enzim hiánya önmagában nem okoz gondot, de ha a nukleinsavak újonnan való szintézisét is blokkolják (pl. aminopterinnel), a sejt képtelen osztódni.
Mivel a szelektív tápközeg aminopterint tartalmaz, a nem fuzionáló mielómasejtek nem tudnak szaporodni, a nem fuzionáló lépsejtek pedig néhány osztódás után természetes módon elpusztulnak, így hosszabb távon csak a hibridómák maradnak életben, amelyek a mielóma felük miatt immortalizáltak (mint a tumorsejtek), plazmasejt felük után pedig tartalmaznak HGPRT enzimet.
A fenti sejtkeveréket annyira felhígítják, hogy a tápközeget szétosztva a további tenyésztést egy-egy sejtből tudják folytatni, vagyis klónozzák őket. Ezután valamilyen immunoassay teszttel (ELISA, antigén microarray, dot blot) megvizsgálják az egyes sejtklónok által termelt ellenanyagok kötődési képességét a kívánt antigénhez és a legbiztosabb, legstabilabb klónt viszik tovább az ipari szintű termelésbe.
Megfelelő tápközegben a hibridómák a végtelenségig tenyészthetők. Esetenként egér hashártyaüregébe injektálják, ahol a sejtek tumorokat alkotnak, amely ellenanyagokban gazdag folyadékot választ ki (utóbbi módszert etikai okokból csak akkor használják, ha más alternatíva nem áll rendelkezésre).
A hagyományos hibrima-nódszer mellett új technológiákkal is kísérleteznek; ezekben többnyire az ellenanyag könnyű és nehéz láncát viszik be rekombináns módszerekkel baktériumokba vagy emlőssejtekbe, amelyeket hatékonyabban lehet tenyészteni és a nyúlon kívül másfajta sejteket is használhatnak.
A megtermelt ellenanyagot a sejttenyészet felülúszójából vagy a hashártyafolyadékból nyerik ki különböző tisztítási lépésekkel (szűrés, ioncserélő kromatográfia vagy affinitás-kromatográfia).
A monoklonális ellenanyagot molekuláris biológiai módszerekkel (klónozás, CRISPR/Cas9, fág- vagy élesztő-display)tovább lehet fejleszteni. Az ellenanyag génjének kissé módosított változatait beviszik egy vírus vagy élesztőgomba genomjába, majd a megfelelő szűrőmódszerekkel kiválasztják azokat a verziókat, amelyek a legjobban kötnek, legstabilabbak, leghatékonyabbak a terápiában, stb. The phage antibody libraries are a variant of phage antigen libraries. A vírusok és az élesztőgombák alkalmasabbak is az ipari léptékű, fermentációs tartályokban történő termelésre, mint az érzékenyebb emlőssejtek.

### Kiméra ellenanyagok
A terápiában felhasznált monoklonális ellenanyagokat korábban állatokban (egérben) állították elő, és gyakran immunválaszt lépett fel az idegen eredetű antitestekkel szemben. A probléma megoldására kiméra-antitesteket hoztak létre ("humanizálták" az egér-ellenanyagot), melyben csak a immunglobulin-molekula variábilis (antigénhez kötődő) része származott az egérből, a többi emberi eredetű volt. Mivel kisebb mellékhatások így is előfordultak, újabban a terápiás monoklonális ellenanyagok teljesen humán eredetűek, vagyis olyan transzgénikus egerekben fejlesztik őket, amelyek immunglobulin-génjeit emberire cserélték.

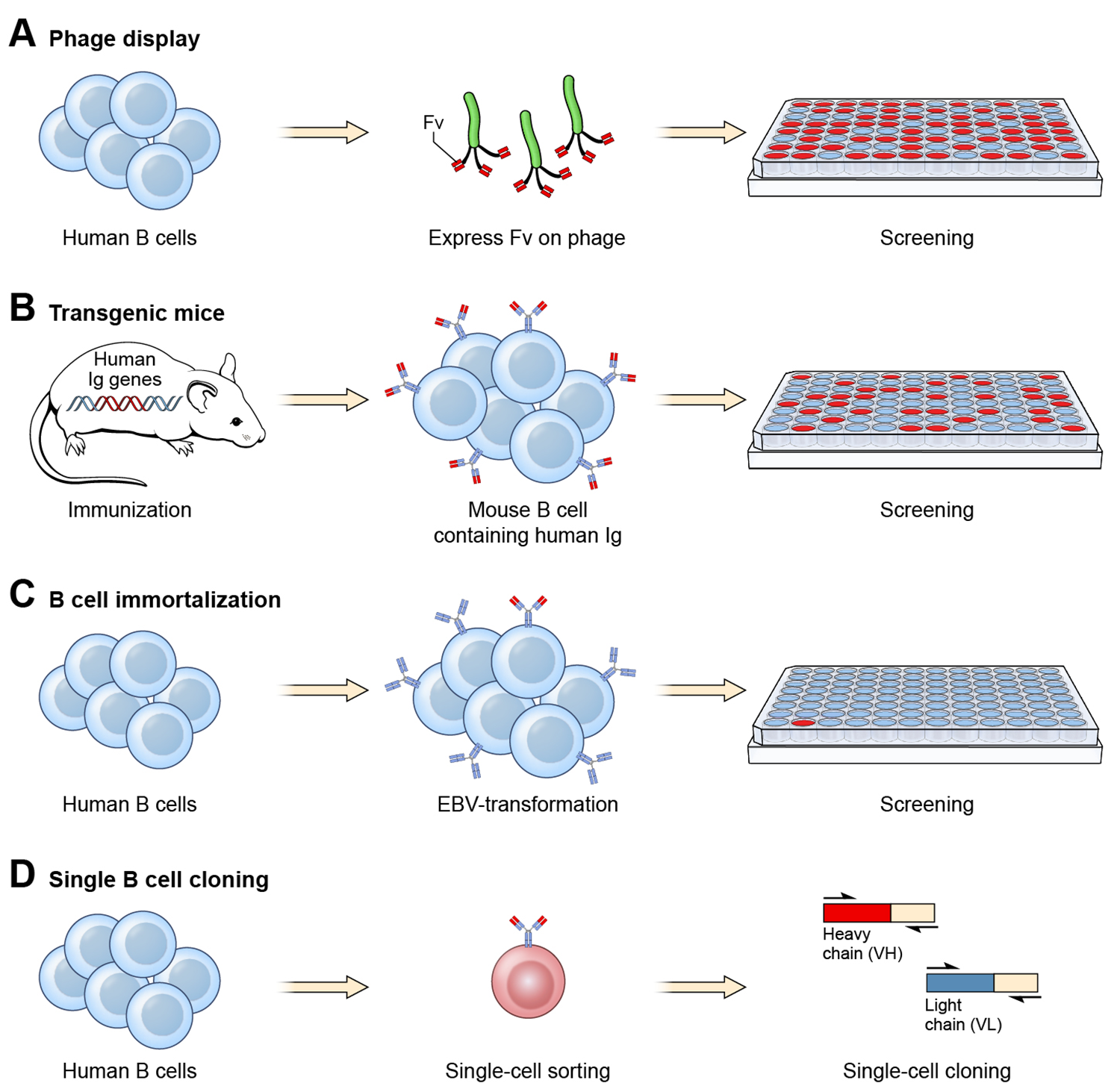
Humán monklonális antitestek előállítási módszerei

## Felhasználása

### Diagnosztikus tesztek, analitikai eljárások
Egy adott molekula ellen készített monoklonális ellenanyagok a későbbiekben felhasználhatóak a molekula detektálására. Jellemzően fehérjéket detektálnak így, Western blot vagy immuno dot blot módszerrel. Az immunhisztokémiai vizsgálatok során monoklonális ellenanyagokkal mutatják ki a fixált szövettani metszetekben az egyes antigéneket, amelyeket a fagyasztott mintákban vagy élő sejtekben immunfluoreszcenciával lehet detektálni.
A keverékekből immunprecipitációs eljárással lehet kiválasztani a kívánt vegyületet.

### Terápiás felhasználás
A monoklonális ellenanyagok különböző módokon segíthetnek a betegségek gyógyításában, például blokkolhatnak bizonyos biokémiai folyamatokat, apoptózist indukálhatnak a célmolekulát hordozó sejtekben, megváltoztathatják a szervezet biokémiai szignáljait.
A tumorok kezelésének egyik módja, hogy monoklonális ellenanyagokat kapcsolnak a tumorspecifikus sejtfelszíni molekulákhoz, így a sejtek ellen immunválasz indukálható. Más esetekben az ellenanyaghoz toxin, radioaktív izotóp, citokin, esetleg egy másik ellenanyag köthető; utóbbival a szervezet egy másik fehérjéje vagy sejtje kapcsolható a célsejthez. 

Monoklonális ellenanyagot felhasználó tumorellenes módszerek (ADEPT-antitest irányította enzim elődrog terápia; ADCC – antitestfüggő sejtes citotoxicitás; CDC – komplementfüggő citotoxicitás; MAb – monoklonális antitest.

A TNF-α szignálproteinhez kötő infliximab és adalimumab fantázianevű monoklonális ellenanyagokat olyan autoimmun betegségek kezeléséhez használják, mint a rheumatoid arthritis, Crohn-betegség, fekélyes vastagbélgyulladás vagy Bechterew-kór. A basiliximab és a daclizumab az interleukin 2-t blokkolja, így megelőzi az átültett szervek (pl. vese) kilökődését. Az immunglobulin E-hez kötő omalizumab a súlyos allergiás asztmarohamok enyhítésére alkalmas.
2021-ben úgy tapasztalták, hogy koronavírusos betegek esetében a bamlanivimab/etesevimab és casirivimab/imdevimab monoklonális antitest alapú gyógyszerek adagolásával csökkenteni lehet a kórházi ápolás idejét és a halálozás esélyét, így az Egyesült Államokban engedélyezték használatukat Covid19 esetén. Később az in vitro neutralizálási tesztek során kiderült, hogy a monoklonális ellenanyag alapú gyógyszerek (a sotrovimab és tixagevimab/cilgavimab kivételével) nem hatékonyak az omikron variánssal szemben.
Az alábbi táblázatban néhány terápiás monoklonális ellenanyag jellemzői láthatók: 
| Típus                | Név                      | Kórkép                                                                               | Mechanizmus                                             | Eredet     |
| -------------------- | ------------------------ | ------------------------------------------------------------------------------------ | ------------------------------------------------------- | ---------- |
| Gyulladáscsökkentő   | infliximab               | - reumatoid artritisz - Crohn-betegség - fekélyes vastagbélgyulladás - Bechterew-kór | gátolja a TNF-α-t                                       | kiméra     |
| Gyulladáscsökkentő   | adalimumab               | - reumatoid artritisz - Crohn-betegség - fekélyes vastagbélgyulladás - Bechterew-kór | gátolja a TNF-α-t                                       | humán      |
| Gyulladáscsökkentő   | ustekinumab              | - Crohn-betegség - fekélyes vastagbélgyulladás - pikkelysömör - Arthritis psoriatica | gátolja az interleukin IL-12-t és IL-23-at              | humán      |
| Gyulladáscsökkentő   | basiliximab              | - szervkilökődés veseátültettekben                                                   | gátolja az IL-2-t az aktivált T-sejteken                | kiméra     |
| Gyulladáscsökkentő   | daclizumab               | - szervkilökődés veseátültettekben                                                   | gátolja az IL-2-t az aktivált T-sejteken                | humanizált |
| Gyulladáscsökkentő   | omalizumab               | - közepes és súlyos allergiás asztma                                                 | gátolja az immunglobulin E-t (IgE)                      | humanizált |
| Rákellenes           | gemtuzumab               | - akut mieloid leukémia                                                              | a CD33 molekulához kötődik a leukémiás sejtek felszínén | humanizált |
| Rákellenes           | alemtuzumab              | - B-sejtes leukémia                                                                  | a CD52 molekulához kötődik a T- és B-sejtek felszínén   | humanizált |
| Rákellenes           | rituximab                | - non-Hodgkin limfóma - reumatoid artritisz                                          | a CD20 mokelulához kötődik a B-limfociták felszínén     | kiméra     |
| Rákellenes           | trastuzumab              | - HER2/neu túltermelése okozta mellrák                                               | a HER2/neu onkogén receptorához kötődik                 | humanizált |
| Rákellenes           | nimotuzumab              | - pikkelysejtes karcinóma, glióma                                                    | EGFR inhibitor                                          | humanizált |
| Rákellenes           | cetuximab                | - pikkelysejtes karcinóma, kolorektális karcinóma                                    | EGFR inhibitor                                          | kiméra     |
| Rákellenes           | bevacizumab, ranibizumab | - gátolja az angiogenezist                                                           | VEGF inhibitor                                          | humanizált |
| Rák- és vírusellenes | bavituximab              | - tumor, hepatitisz C                                                                | immunterápia, célpontja a foszfatidil-szerin            | kiméra     |
| Anti-viral           | casirivimab/imdevimab    | - SARS-CoV-2 koronavírus                                                             | immunterápia, a SARS-CoV-2 felszíni fehérjéjéhez köt    | kiméra     |
| Anti-viral           | bamlanivimab/etesevimab  | - SARS-CoV-2 koronavírus                                                             | immunterápia, a SARS-CoV-2 felszíni fehérjéjéhez köt    | kiméra     |
| Anti-viral           | Sotrovimab               | - SARS-CoV-2 koronavírus                                                             | immunterápia, a SARS-CoV-2 felszíni fehérjéjéhez köt    | kiméra     |
| Egyéb                | palivizumab              | - légúti óriássejtes vírus (RSV) fertőzése                                           | gátolja a vírus fúziós proteinjét                       | humanizált |
| Egyéb                | abciximab                | - megakadályozza a vérrögképződést a koranaér-műtéteknél                             | gátolja a vérlemezkék GpIIb/IIIa receptorát             | kiméra     |

### Mellékhatások
Egyes monklonális antitestek (pl. a bevacizumab és a cetuximab) különböző – súlyos és kevésbé súlyos – mellékhatásokat váltanak ki, gyakran előfordul például szédülés, fejfájás, allergiás reakció, hasmenés vagy székrekedés, köhögés, láz, levertség, álmatlanság; ritkán pedig súlyos kórképek is felléphetnek, mint anafliaxiás sokk, vérrögképződés, vérzés, a pajzsmirigy vagy a máj működésének zavarai, esetleg különböző gyulladások.

## Fordítás
- Ez a szócikk részben vagy egészben  a   Monoclonal antibody című angol Wikipédia-szócikk ezen változatának fordításán alapul.  Az eredeti cikk szerkesztőit annak laptörténete sorolja fel. Ez a jelzés csupán a megfogalmazás eredetét és a szerzői jogokat jelzi, nem szolgál a cikkben szereplő információk forrásmegjelöléseként.